# Luigi Luca Cavalli-Sforza
Pour les articles homonymes, voir Cavalli et Sforza.
Pour les autres membres de la famille, voir Famille Sforza.
Luigi Luca Cavalli-Sforza (né le 25 janvier 1922 à Gênes et mort le 31 août 2018 à Belluno) est un généticien italien.
Spécialiste de la génétique des populations, il est considéré comme l'inventeur de la géographie génétique.

## Biographie
Formé à l'université de Pavie (1944), Luigi Luca Cavalli-Sforza est professeur émérite au département de génétique de l'université Stanford où il exerce depuis 1970.
Le 16 novembre 1999, il est lauréat du prix Balzan (1999) pour la science des origines de l'Homme, « pour l'ampleur de ses travaux sur l'évolution de l'homme, qu'il a menés en étudiant à la fois les aspects génétiques et culturels ».
Il est membre associé de l'Académie des sciences (section biologie humaine et sciences médicales) à partir du 4 mars 2002, et membre de l'Académie des Lyncéens.
Son travail en génétique des populations est résumé dans Gènes, Peuples, et Langues (1996).
Luigi Luca Cavalli-Sforza est mort à l'âge de 96 ans le 31 août 2018 à Belluno.

### Famille
Luigi Luca Cavalli-Sforza est le père du philosophe Francesco Cavalli-Sforza.

## Décoration
- Chevalier grand-croix de l'ordre du Mérite de la République italienne (7 juin 2000)

## Publications

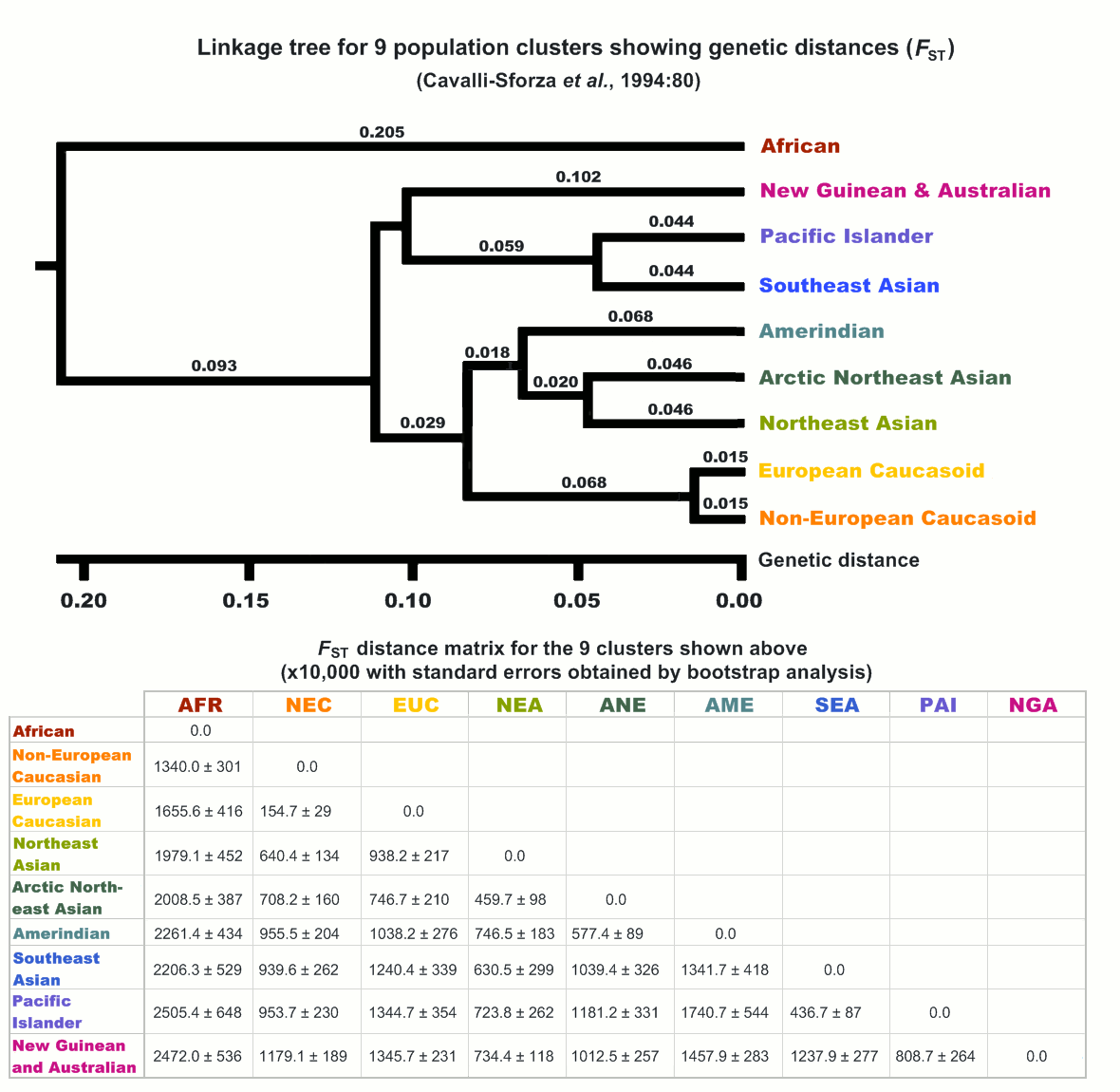
Arbre phylogénétique pour 9 groupes de populations utilisant les données de Cavalli-Sforza

### Publications originales
- (it) Teoria dell'urto ed unità biologiche elementari, avec Adriano Buzzati-Traverso, Milan, Longanesi, 1947
- (it) Genetica. Lezioni dettate da Luigi Cavalli-Sforza e Giovanni Magni (Università degli studi di Pavia), Milan, R. Malfasi, 1953
- (it) Analisi statistica per medici e biologi e analisi del dosaggio biologico, Turin, P. Boringhieri, 1961
- (it) Appunti alle lezioni di genetica e biologia molecolare tenute dal prof. L. L. Cavalli-Sforza, Parme, Casanova, 1962
- (it) Appunti alle lezioni di genetica medica tenute dal prof. L. L. Cavalli-Sforza, Parme, Casanova, 1962
- (en) A.W.F. Edwards et Luigi Luca Cavalli-Sforza, « Reconstruction of evolutionary trees », in Phenetic and Phylogenetic Classification, sous la dir. de V. H. Heywood et J. McNeill. Systematics Association pub. n° 6, 1964, pp. 67–76.
- (en) Luigi Luca Cavalli-Sforza et A.W.F. Edwards, « Analysis of human evolution », in Genetics Today. Proceedings of the XI International Congress of Genetics, The Hague, The Netherlands, September, 1963, t. III, sous la dir. de S. J. Geerts, Oxford, Pergamon Press, 1965, pp. 923–933.
- (en) Luigi Luca Cavalli-Sforza et A.W.F. Edwards, « Phylogenetic analysis: models and estimation procedures », American Journal of Human Genetics, 1967, 19, p. 233-257.
- (en) The genetics of human populations, avec Walter F. Bodmer, San Francisco, W. H. Freeman, 1971
- (it) Introduzione alla genetica umana, Milan, Arnoldo Mondadori Editore, 1974
- (it) Genetica, evoluzione, uomo, avec Walter F. Bodmer, 3 vol., Milan, Edizioni scientifiche e tecniche Mondadori, 1976
- (it) Evoluzione, Padoue, Piccin, 1978
- (en) Cultural transmission and evolution. A quantitative approach, avec Marcus W. Feldman, Princeton, Princeton University Press, 1981
- (en) Neolithic Transition and the Genetics of Populations in Europe, avec Albert J. Ammerman, Princeton, Princeton University Press, 1984.
- (it) Chi siamo. La storia della diversità umana, avec Francesco Cavalli-Sforza, Milan, Arnoldo Mondadori Editore, 1993  (ISBN 88-04-36901-9)
- (en) The History and Geography of Human Genes, avec Paolo Menozzi et Alberto Piazza, Princeton, Princeton University Press, 1994  (ISBN 0-691-02905-9)
- (it) Geni, popoli e lingue, Milan, Adelphi, 1996  (ISBN 88-459-1200-0)
- (it) Razza o pregiudizio? L'evoluzione dell'uomo fra natura e storia, avec Francesco Cavalli-Sforza et Ada Piazza, Milan, Einaudi, 1996  (ISBN 88-286-0297-X)
- (it) La scienza della felicità. Ragioni e valori della nostra vita, avec Francesco Cavalli-Sforza, Milan, Arnoldo Mondadori Editore, 1997  (ISBN 88-04-41061-2)
- (it) L'evoluzione della cultura. Proposte concrete per studi futuri, Turin, Codice Edizioni, 2004  (ISBN 88-7578-001-3)
- (it) Perché la scienza. L'avventura di un ricercatore, avec Francesco Cavalli-Sforza, Milan, Arnoldo Mondadori Editore, 2005  (ISBN 88-04-50680-6)
- (it) Il caso e la necessità. Ragioni e limiti della diversità genetica, Rome, Di Renzo, 2007  (ISBN 88-8323-165-1)
- (it) Itinerari di scienze della Terra, avec Francesco Cavalli-Sforza, Milan, Einaudi, 2007  (ISBN 9788828609186)
- (it) Itinerari di biologia, avec Francesco Cavalli-Sforza, Milan, Einaudi, 2007  (ISBN 9788828609209)
- (it) Itinerari di scienze della natura, avec Francesco Cavalli-Sforza, Milan, Einaudi, 2007  (ISBN 9788828609223)
- (it) L'uomo. Animale genetico o culturale?, Modène, Fondazione Collegio San Carlo di Modena per festivalfilosofia, 2007
- (it) La cultura italiana, t. I : Terra e popoli, sous la dir. d’Alberto Piazza, Turin, UTET, 2009  (ISBN 9788802081243)
- (it) Pianeta in evoluzione, avec Francesco Cavalli-Sforza, Milan, Einaudi, 2010  (ISBN 9788828610113)
- (it) Vita in evoluzione, avec Francesco Cavalli-Sforza, Milan, Einaudi, 2010  (ISBN 9788828610120)
- (it) La Specie prepotente, Milan, San Raffaele, 2010.
- (it) Razzismo e noismo. Le declinazioni del noi e l'esclusione dell'altro, avec Daniela Padoan, Milan, Einaudi, 2013.  (ISBN 9788806216047)

### Publications traduites en français
- avec Francesco Cavalli-Sforza, Qui sommes-nous ? : Une histoire de la diversité humaine [« Chi siamo. La storia della diversità umana »], Éditions Albin Michel, coll. « Sciences d'aujourd'hui », 1994, 400 p. (ISBN 978-2-226-07492-8)
- Gènes, peuples et langues : Une histoire de la diversité humaine [« Geni, popoli e lingue »], Éditions Odile Jacob, 1996, 322 p. (ISBN 978-2-7381-0342-0)
- La Science du bonheur : les raisons et les valeurs de notre vie [« La scienza della felicità. Ragioni e valori della nostra vita »], Éditions Odile Jacob, 1998, 318 p. (ISBN 978-2-7381-0627-8) (traduit par Jean Baisnée)
- Évolution biologique, évolution culturelle [« L'evoluzione della cultura. Proposte concrete per studi futuri »], Éditions Odile Jacob, 2005, 253 p. (ISBN 978-2-7381-1647-5)
- avec Francesco Cavalli-Sforza, La Génétique des populations : Histoire d'une découverte [« Perché la scienza. L'avventura di un ricercatore »]  (trad. de l'italien), Paris, Éditions Odile Jacob, 2008, 377 p. (ISBN 978-2-7381-2081-6, lire en ligne)
- L'Aventure de l'espèce humaine : De la génétique des populations à l'évolution culturelle [« La Specie prepotente »]  (trad. de l'italien), Paris, Éditions Odile Jacob, 2011, 157 p. (ISBN 978-2-7381-2689-4)

## Exposition
- Commissaire avec Telmo Pievani de « Homo Sapiens. La grande storia della diversità umana », au Palais des expositions de Rome (11 novembre 2011 - 12 février 2012)